# Barbicane & Co.
Barbicane & Co. (franska: Sans dessus dessous), är en roman från 1889 av den franske författaren Jules Verne. Den utgavs 1890 på svenska med titeln Upp- och nedvända världen, och 1974 under titeln Barbicane & Co..

## Handling
En förening har planer på att förvärva all mark norr om den åttiofjärde breddgraden (däribland Nordpolen). Denna förening är i själva verket medlemmarna i Baltimore Gun Club (som tidigare figurerar i Vernes romaner Från jorden till månen 1865) och Månen runt 1870), bland andra president Impy Barbicane, sekreterare J.T. Maston och kapten Nicholl. Köpet går igenom, men människor undrar vad de ska ha den obeboeliga marken till. Efter att planerna blivit säkerställda avslöjas denna intention. De ska rucka på jordens axel, och skapa en arktisk region med tempererat klimat, inte i syfte att bygga bebodda samhällen, men för att komma åt de stora kolavlagringar de väntar sig finna där. Och hur ska detta projekt lyckas? Jo, på samma sätt som på vilket de tog sig till månen; med en enorm kanon.